# Île d'Or
L'Île d'Or, o Isola d'Oro, o Insula Aurea, è un piccolissimo isolotto roccioso di porfido (lungo 190 metri e largo 90), privato, situato a 0,3 km a sud di Saint-Raphael, nei pressi di capo Dramont, nel dipartimento di Var, sulla costa mediterranea francese.

## Storia

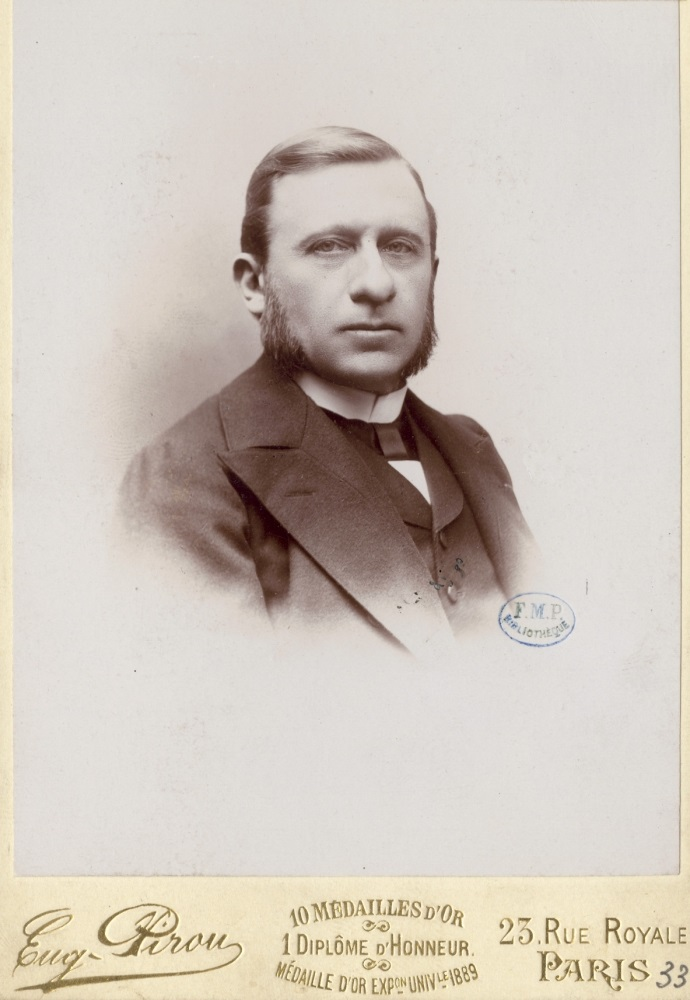
Il "re" Auguste I Lutaud

La rossa isoletta fa parte dell'arcipelago delle Hyères e il 15 agosto 1944 le forze americane vi sbarcarono durante la fase della liberazione dai tedeschi della Francia meridionale.
Nel 1897, fu ceduta all'asta all'architetto Léon Sergent per la modica cifra di 280 franchi. Alcuni anni dopo, nel 1905, lo scoglio fu bizzarramente vinto al gioco delle carte dal noto medico Auguste Lutaud. Il dottore, entrato in possesso del bellissimo sito posto davanti alla costa francese, pensò di abitarvi e, per questo, fece costruire ed ultimare, nel 1912, una poderosa torre di avvistamento in stile saraceno, con varie stanze anche per gli ospiti, sala di rappresentanza e una stupenda vista dalla terrazza.

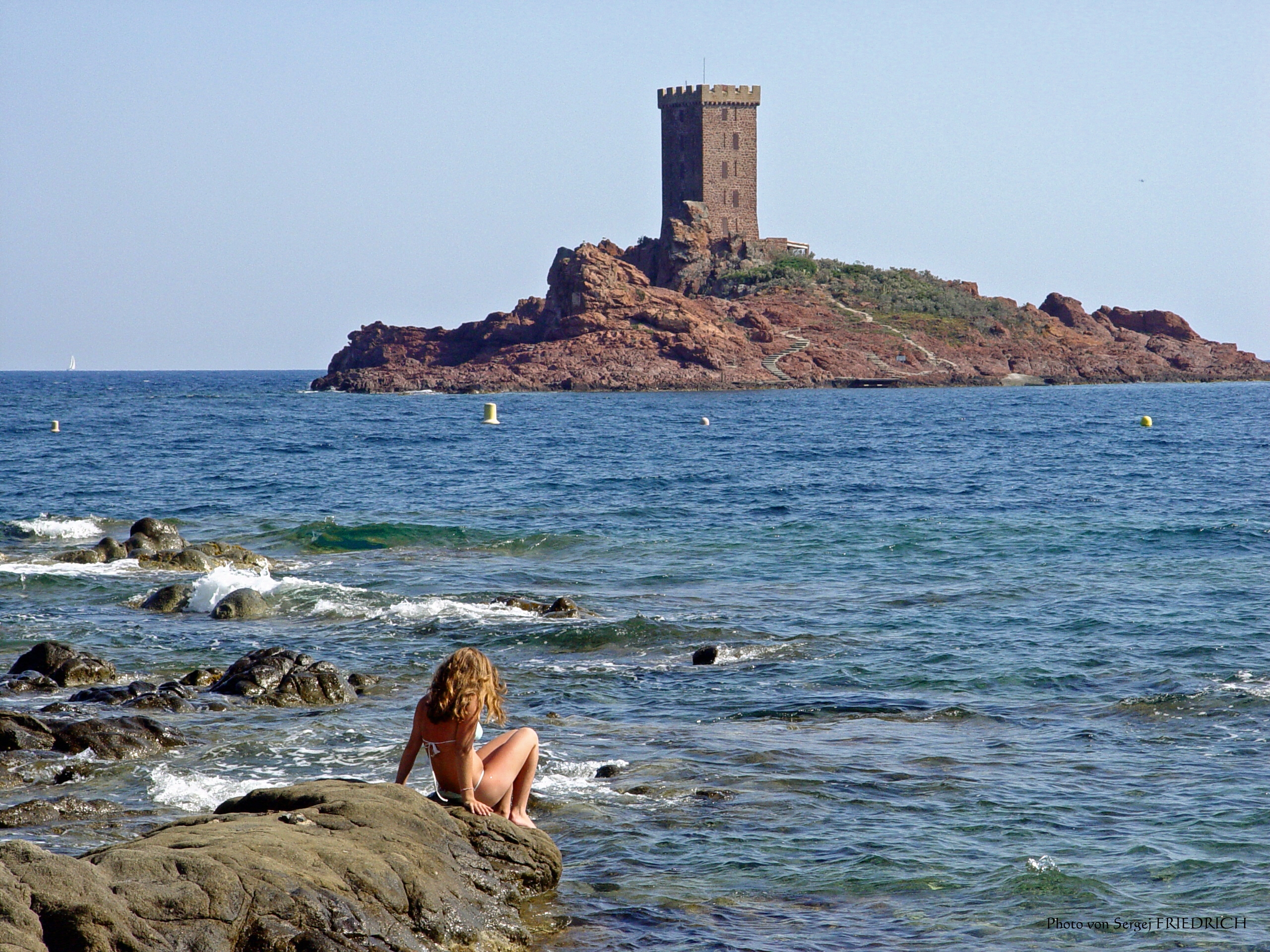
L'Île d'Or

L'eccentrico proprietario organizzò una sontuosa festa (e non sarà l'ultima) il 25 settembre 1913 cui parteciparono gli esponenti più importanti della nobiltà e finanza della costa: in quest'occasione costituì il Regno dell'Insula Aurea e assunse il nome di re Augusto I.
Il Lutaud si preoccupò subito di far coniare alcune monete (con la torre e lo stemma) ed emettere francobolli che, probabilmente, erano già utilizzati dal 1910 secondo certe buste ritrovate.
Lo stravagante personaggio prediligeva usare il titolo di "Re delle rocce battute dalle onde" ed adottare un motto in lingua araba, "Al nadjat fi al sadk" (Il successo attraverso l'onestà), che appariva sui francobolli: nell'isola si parlava il francese, il latino e l'arabo.
Augusto I scomparve nel 1925 e le sue ceneri furono depositate sull'isolotto, dove tuttora lo ricorda una targa.
Gli eredi del re si curarono poco dell'insula aurea e la torre cadde in degrado e fu anche danneggiata da vandali. Nel 1961, però, fu venduta ad un ufficiale della Marina francese, François Bureau, che provvide a far restaurare il torrione, importando terra fertile, fiori e altre piante per creare un giardino; fece costruire un molo per l'approdo delle imbarcazioni ed era solito, ogni giorno, effettuare a nuoto il periplo della sua proprietà. Non cercò di ripristinare il "reame" di Lutaud e morì, a 76 anni, il 16 agosto 1994.
L'isola d'Oro acquistò nel mondo una certa popolarità perché la torre ispirò il fumettista belga Hergé (1907-1983) nella realizzazione del libro di avventure, L'isola nera, della serie  "Le avventure di Tintin". Nel 2007 le Poste del Belgio emisero un francobollo per ricordare l'episodio. Lo scoglio è pure apparso in una scena del film franco-italo-spagnolo, del 1965, "Le Corniaud", del regista Gèrard Oury.
L'isoletta, il cui accesso è vietato, è ancora in possesso dei discendenti del Bureau: cinque figli e sedici nipoti che vi trascorrono il periodo estivo. Quando la famiglia è consenziente possono operare, nelle acque limitrofe, gli sportivi amanti dell'immersione sottomarina.
A proposito della storia monetaria (esiste una moneta-medaglia che raffigura lo stemma di Lutaud e la torre) e filatelica, sono state rinvenute alcune cartoline "viaggiate" con il francobollo dell'isolotto unito a quello francese: una, in particolare, del 1910, vergata personalmente dal medico-re, che amava parlare e scrivere in latino, inviata a Charleroy, con la frase "Joelrey proprio motu insula aureae" (cioè "Io il re").
I francobolli emessi da Augusto I sono due: uno più piccolo (18x22 mm) blu da 25 franchi, riproducente la torre, la scritta latina "insula aurea" e il motto arabo; il secondo grande (40x23), rettangolare, nero, ritrae il torrione saraceno sulle rocce, una mezza luna in cielo ed una stella a cinque punte che appaiono anche sul primo.
Oggi, l'Isola d'Oro è inaccessibile agli estranei, soprattutto in inverno, quando la torre è abitata soltanto dal custode: molti non conoscono la sua insolita storia (a ricordarla sono unicamente riviste che trattano francobolli di fantasia), ma è ormai un punto di richiamo inconfondibile nel panorama della costa.